# اريك داريوس
اريك داريوس (بالإنجليزية: Eric Darius)‏ هو عازف جاز وملحن أمريكي، ولد في 3 ديسمبر 1982 في نيوجيرسي في الولايات المتحدة.

## وصلات خارجية
- الموقع الرسمي
- اريك داريوس على موقع ميوزك برينز (الإنجليزية)
- اريك داريوس على موقع ديسكوغز (الإنجليزية)